# Phasia
Phasia (лат.) — род тахин подсемейства фазии.

## Описание
Медиальная жилка впадает в последнюю радиальную жилку (R4+5). Брюшко округлое с несросшимися тергитами. По бокам брюшка нет щетинок. Яйцеклад самки колющего типа со стилетом. У самцов последние сегменты брюшка втянуты внутрь пятого тергита.

## Биология
Паразитируют в клопах, в том числе тех, которые являются вредителями культурных растений из родов Lygus и Dysdercus. Заселённость хозяев фазиями обычно менее 10 %, что делает их использование для борьбы с ними экономическом не выгодным.
Самка откладывает в обычно несколько яиц в тело клопа, но из них только одно заканчивает развитие. Продолжительность развития на стадии яйца составляет от 44 до 91 часа. Личинка развивается около 14 суток. Имаго появляется через 2,5-4 недели после окукливания. Самки выходят из пупария немного позже самцов. Спаривание происходит в течение следующих двух суток. Мухи живут до 30 суток. В течение года может быть несколько поколений, при этом каждое поколение как правило паразитирует на разных хозяевах.
Хищниками имаго являются пауки и ктыри.

## Классификация
В состав рода включают следующие виды:
- Phasia aeneoventris (Williston, 1886)
- Phasia africana Sun, 2003
- Phasia alata (Townsend, 1927)
- Phasia albipennis (Brooks, 1945)
- Phasia albopunctata (Baranov, 1935)
- Phasia aldrichii (Townsend, 1891)
- Phasia argentifrons Walker, 1849
- Phasia aureiventris (Curran, 1927)
- Phasia aurigera (Egger, 1860)
- Phasia aurodysderci Nihei &
- Phasia aurulans Meigen, 1824
- Phasia australiensis Sun, 2003
- Phasia barbifrons (Girschner, 1887)
- Phasia bifurca Sun, 2003
- Phasia brachyptera Sun, 2003
- Phasia brasiliana (Townsend, 1929)
- Phasia brasiliensis (Townsend, 1938)
- Phasia campbelli (Miller, 1923)
- Phasia cana Sun, 2003
- Phasia capitata (Townsend, 1927)
- Phasia caudata (Villeneuve, 1932)
- Phasia chilensis (Macquart, 1851)
- Phasia clavigralla Sun, 2003
- Phasia curvipes (Aldrich, 1934)
- Phasia cylindrata Sun, 2003
- Phasia distincta Sun, 2003
- Phasia diversa (Coquillett, 1897)
- Phasia dysderci (Townsend, 1938)
- Phasia ecitonis (Townsend, 1897)
- Phasia emdeni (Draber-Mońko, 1970)
- Phasia faceta Sun, 2003
- Phasia fenestrata (Bigot, 1889)
- Phasia freyreisii Wiedemann, 1830
- Phasia frontata Sun, 2003
- Phasia furcata Sun, 2003
- Phasia girschneri (Draber-Mońko, 1965)
- Phasia glauca (Aldrich, 1934)
- Phasia godfreyi Draber-Mońko, 1964
- Phasia grandis (Coquillett, 1897)
- Phasia grazynae (Draber-Mońko, 1965)
- Phasia hebes (van der Wulp, 1892)
- Phasia hemiptera (Fabricius, 1794)
- Phasia heynei (Townsend, 1934)
- Phasia hippobosca (Paramonov, 1958)
- Phasia huanrenensis Zhang & Zhao, 2011
- Phasia indica (Mesnil, 1953)
- Phasia japanensis Sun, 2003
- Phasia jeanneli (Mesnil, 1953)
- Phasia karczewskii (Draber-Mońko, 1965)
- Phasia kudoi Sun, 2003
- Phasia latifrons (Paramonov, 1958)
- Phasia latipennis (Brauer, 1898)
- Phasia lativentris (Malloch, 1929)
- Phasia lauta Sun, 2003
- Phasia lepidofera (Malloch, 1929)
- Phasia malaisei Sun, 2003
- Phasia malayana Sun, 2003
- Phasia mathisi Sun, 2003
- Phasia mendesi (Townsend, 1938)
- Phasia mesnili (Draber-Mońko, 1965)
- Phasia metallica (Aldrich, 1934)
- Phasia micans (van der Wulp, 1883)
- Phasia minima Sun, 2003
- Phasia moerens (van der Wulp, 1892)
- Phasia multisetosa (Villeneuve, 1923)
- Phasia munda (van der Wulp, 1892)
- Phasia nasalis (Bezzi, 1908)
- Phasia nasuta (Loew, 1852)
- Phasia nigrens (van der Wulp, 1892)
- Phasia nigrofimbriata (Villeneuve, 1935)
- Phasia nigromaculata Sun, 2003
- Phasia normalis (Curran, 1927)
- Phasia noskiewiczi (Draber-Mońko, 1965)
- Phasia obesa (Fabricius, 1798)
- Phasia ochromyoides (Walker, 1865)
- Phasia officialis (Townsend, 1934)
- Phasia pandellei (Dupuis, 1957)
- Phasia piceipes (van der Wulp, 1892)
- Phasia punctigera (Townsend, 1891)
- Phasia purpurascens (Townsend, 1891)
- Phasia pusilla Meigen, 1824
- Phasia robertsonii (Townsend, 1891)
- Phasia robusta (Brooks, 1945)
- Phasia rohdendorfi (Draber-Mońko, 1965)
- Phasia rotundata Sun, 2003
- Phasia rubida (Mesnil, 1953)
- Phasia rufiventris (Macquart, 1851)
- Phasia sensua (Curran, 1927)
- Phasia serrata Sun, 2003
- Phasia siberica Sun, 2003
- Phasia sichuanensis Sun, 2003
- Phasia singuliseta Sun, 2003
- Phasia subcoleoptrata (Linnaeus, 1767)
- Phasia subnitida Sun, 2003
- Phasia subopaca (Coquillett, 1897)
- Phasia sumatrana Sun, 2003
- Phasia takanoi (Draber-Mońko, 1965)
- Phasia testacea (Malloch, 1930)
- Phasia tibialis (Villeneuve, 1932)
- Phasia townsendiana Nihei & Dios, 2016
- Phasia transita (Townsend, 1939)
- Phasia transvaalensis Sun, 2003
- Phasia triangulata Sun, 2003
- Phasia truncata Herting, 1983
- Phasia umbrosa (van der Wulp, 1892)
- Phasia ushpayacua (Townsend, 1937)
- Phasia varicolor (Curran, 1927)
- Phasia venturii (Draber-Mońko, 1965)
- Phasia villosa (van der Wulp, 1892)
- Phasia violascens (Townsend, 1897)
- Phasia wangi Sun, 2003
- Phasia woodi Sun, 2003
- Phasia xenos (Townsend, 1934)
- Phasia xuei Wang, Wang & Zhang, 2014
- Phasia yunnanica Sun, 2003
- Phasia zimini (Draber-Mońko, 1965)

## Распространение
Встречаются во всех зоогеографических регионах.